# Dojenje u javnosti
Društveni stavovi prema dojenju u javnosti kao i zakonski status uvelike se razlikuju u kulturama diljem svijeta. U većini zapadnih zemalja, dojenje beba u javnosti je uobičajeno i općenito se ne smatra problematičnim. U mnogim dijelovima svijeta, uključujući Australiju, neke dijelove Sjedinjenih Država i Europe, zajedno s nekim zemljama u Aziji, žene imaju izričito zakonsko pravo dojenja u javnosti i na radnomu mjestu.
Prevalencija dojenja u javnosti u određenoj zemlji prvenstveno je posljedica raznih čimbenika poput zakonskih ograničenja, društvenih normi te stavova i znanja žena o dojenju. Postoje neke indikacije prema kojima majke koje doje u javnosti nastavljaju s dojenjem duže od onih koje to ne čine. Neugodnost i sram koji proizlaze zbog društvenoga neodobravanja često se navode kao glavni razlozi za nedojenje u javnosti. To može rezultirati u dojilja izbjegavanju provođenja vremena u javnosti, nošenja sa sobom izdojena majčina mlijeka ili korištenja gotova mlijeka kada nisu kod kuće.
Iako praksa može biti zakonita i društveno prihvaćena, neke majke unatoč tome oklijevaju izložiti dojke u javnosti radi dojenja zbog stvarnih ili možebitnih prigovora drugih ljudi, negativnih komentara ili uznemiravanja. Procjenjuje se da je oko 63 % majki u svijetu javno dojilo. Mediji su izvještavali o više incidenata u kojima su se građani usprotivili ili branili ženama dojenje u javnosti. Neke majke prosvjedovale su protiv takvoga odnosa i poduzele pravne radnje ili pak sudjelovale u prosvjedima. Prosvjedi su uključivali javne bojkote poslovanja počinitelja, organiziranje javnih akcija i flash mobova za dojenje, u kojima su se grupe dojilja okupile na istoj lokaciji i istovremeno dojile svoje bebe. Kao odgovor, neke tvrtke su se ispričale i pristale upoznati svoje zaposlenike s tom praksom.

## Stavovi po zemljama i kontinentima

### Afrika
Diljem Afrike dojenje u javnosti je norma. Bebe se obično nose na leđima majke u komadu tkanine i koje se pomiču naprijed tijekom hranjenja. Dojilja može zakloniti pogled na bebu koja doji, ali općenito se to ne radi.

#### Maroko
Dojenje u javnosti je zakonito i široko prihvaćeno.

### Azija

#### Kina
Dojenje u javnosti u Kini u prošlosti nije bilo kontroverzno, a prigovora nije bilo sve do 2010-ih.

#### Indija
Indija nema pravni okvir koji se bavi dojenjem u javnosti. Umjesto toga, indijski Zakon o rodiljnim naknadama iz 2017. daje majkama koje doje pravo na jaslice na mnogim radnim mjestima, a u nekim indijskim državama postoje zakoni koji od poslodavaca zahtijevaju osiguravanje vremena i prostorije u kojima majke mogu dojiti. Međutim, ne omogućavaju svi poslodavci te usluge i one su rijetko dostupne ženama na javnim mjestima. Zbog toga se dojenje često odvija u javnosti, obično u javnom prijevozu, u zabačenim mjestima, u automobilima na parkiralištima ili u javnim zahodima.
U seoskim dijelovima Indije dojenje u javnosti je u potpunosti prihvaćeno, ali u gradskim područjima dolazi do poteškoća. Istraživanje provedeno 2019. pokazalo je da oko 81 % majki diljem Indije ne voli dojiti u javnosti, uglavnom zbog loših higijenskih uvjeta i pogleda prolaznika.

#### Malezija
Dojenje u javnosti je općenito prihvaćeno, uz očekivanje da će majke prekriti prsa dekom ili nečim sličnim.

#### Nepal
Postoji određeni stupanj stigme vezane za dojenje u javnosti i mnoge žene to izbjegavaju. U Nepalu se dojenje djeteta smatra obaveznim za majke. Majke koje ne doje ili ne mogu dojiti svoje dijete smatraju se "bokshi" (vješticama) i uz to se veže velika društvena stigma. 

#### Filipini
Na Filipinima je dojenje zaštićeno raznim zakonima, kao što je Zakon o promicanju dojenja iz 2009. i Zakon o mlijeku Filipina. Majke smiju dojiti u javnosti. Poslodavci su dužni dojiljama omogućiti stanke za dojenje ili izdajanje majčinog mlijeka. Zakon također navodi kako intervali između dojenja ne bi smjeli biti kraći od četrdeset minuta za svakih osam sati radnoga vremena. Uredi, javne ustanove te vladine institucije dužne su uspostaviti stanice za dojenje izvan zahodskih prostorija gdje majke mogu dojiti svoje bebe ili izdajati mlijeko. Zakon o mlijeku zabranjuje oglašavanje mliječnih formula za dojenčad ili duda na bočicu za dojenčad mlađu od dvije godine.

#### Saudijska Arabija
Iako žene ne smiju pokazivati niti jedan dio tijela u javnosti, dojenje je iznimka. Uobičajeno je da žene doje u trgovačkim centrima i parkovima.

#### Sirija
Postoje navodi da je Islamska država 2015. kažnjavala žene koje doje u javnosti.

### Europa

#### Francuska
Dojenje u javnosti je zakonito i široko prihvaćeno. Francuski zakon navodi da je ono dopušteno na radnom mjestu do godinu dana nakon rođenja djeteta, a zaposlenice također smiju odvojiti jedan sat dnevno za dojenje.
Nakon incidenta iz 2021. godine kada je prolaznica ošamarila ženu koja je dojila dijete, predložen je zakon koji bi štitio žene od uznemiravanja i zlostavljanja tijekom dojenja u javnosti.

#### Njemačka
Iako je javno dojenje široko prihvaćeno, ne postoje zakoni koji se posebno bave dojenjem u javnosti. Međutim, Savezna agencija za borbu protiv diskriminacije smatra zabranu dojenja diskriminacijom na temelju spola. Mlade majke ne smiju biti diskriminirane zbog trudnoće ili majčinstva, što uključuje i dojenje.

#### Island
Dojenje u javnosti je rašireno i nekontroverzno.

#### Španjolska
Španjolski Zakon o ravnopravnosti daje zakonsko pravo na dojenje u javnosti. Godine 2016., zastupnica Carolina Bescansa dojila je svoje dijete u Kongresu zastupnika, za što je bila u isto vrijeme i kritizirana i hvaljena.

#### Ujedinjeno Kraljevstvo
Dojenje u javnosti (restorani, kafići, knjižnice, itd.) zaštićeno je Zakonom o jednakosti iz 2010. koji propisuje kako poduzeće ne smije diskriminirati ženu koja doji dijete bilo koje dobi na javnom mjestu.
Istraživanje Ministarstva zdravstva Ujedinjenog Kraljevstva iz 2004. pokazalo je da 84 % smatra dojenje u javnosti prihvatljivim ako se obavlja diskretno; međutim, 67 % majki bilo je zabrinuto zbog možebitno osuđujućega stava javnostii. Škotskiparlament je 2005. godine donio zakon koji štiti pravo žena na dojenje u javnosti. Zakon nalaže novčane kazne do 2500 funti za sprječavanje dojenja djeteta do dvije godine na javnim mjestima.

### Sjeverna Amerika

#### Sjedinjene Države
Brojne poteškoće sprječavaju majke u dojenju u javnosti u Sjedinjenim Državama. U anketi medicinskih stručnjaka objavljenoj 2012. godine, uključujući liječnike, primalje, specijalizante i studente medicine, samo 57,8 % smatra da je dojenje djeteta starijeg od godinu dana normalno. Iako su preporuke dojenje do najmanje godinu dana, 2016. Centar za kontrolu i prevenciju bolesti (CDC) izvijestio je da je samo 51,8 % dojenčadi dojeno do šest mjeseci, a tek 30,7 % dojenčadi dojeno je do godine dana.
U anketi koju je 2004. godine provela Američka udruga dijetetičara, 43 % ispitanika smatra da žene trebaju imati pravo dojiti u javnosti. Unatoč tome, nekolicina žena koje doje u javnosti naišle su na veliki društveni otpor, pa čak i bile uhićene. Na nekim javnim i radnim mjestima određene su sobe za majke kako bi mogle privatno dojiti.
Američko zakonodavstvo koje regulira dojenje razlikuje se od države do države, a ograničeni savezni zakon primjenjuje se samo na prostorije savezne vlade. Zakona o izdvajanjima Zastupničkog doma Sjedinjenih Država potpisan 1999. sadržavao je amandman koji je izričito dopuštao dojenje. Propisivao je da se vladina sredstva ne smiju koristiti za provođenje bilo kakve zabrane ženama dojenja svoje djece u federalnim zgradama ili na njihovom posjedu. 
Članak 4207. Zakona o zaštiti pacijenata i pristupačnoj skrbi prepravio je Zakon o pravednim radnim standardima i nalagao poslodavcima osiguravanje razumnoga vremena stanke za zaposlenicu kako bi mogla podojiti svoje dijete ako je mlađe od godinu dana. Zaposlenici je mora biti omogućeno dojenje na privatnom mjestu koje ne smije biti kupaonica. Poslodavac nije dužan plaćati radniku za vrijeme stanke. Poslodavci s manje od 50 zaposlenika nisu dužni poštivati zakon ako bi to nametnulo nepotrebne poteškoće poslodavcu na temelju njegove veličine, financija, prirode ili strukture poslovanja.
Brojni slučajevi uznemiravanja koji su privukli pozornost medija potaknuli su određeni dio država na djelovanje. Te akcije uključivale su viralne videozapise ljudi koji javno uznemiravaju majke koje doje, prosvjede i kampanje na društvenim mrežama.
Od srpnja 2018., svih 50 država donijelo je zakone koji ženama izričito dopuštaju dojenje u javnosti. Nadalje, najmanje 29 država, Washington, D.C. i Djevičanski otoci izuzimaju ih od kaznenog progona za javno neprilično ponašanje ili nepristojno izlaganje zbog toga.

### Južna Amerika
U većini dijelova Južne Amerike dojenje je normalizirano, a javno dojenje je uobičajeno u autobusima, parkovima, trgovačkim centrima itd.

## Kontroverzije

### Javno dojenje u SAD-u
Bilo je više incidenata kad su se vlasnici objekta ili prisutni ljudi protivili ili zabranjivali dojenje. U nekim slučajevima majke su otišle, a u nekima, gdje je prekršen zakon koji jamči pravo na dojenje, su poduzete pravne mjere. Jedna žena kojoj nije bilo dopušteno dojiti unatoč zakonu Kentuckyja koji to dopušta, organizirala je nekoliko prosvjeda ispred restorana i drugih javnih mjesta.
U lipnju 2007. Brooke Ryan večerala je u separeu u stražnjem dijelu restorana gdje je počela dojiti svog sedmomjesečnoga sina. Iako je bila diskretna, jedan gost se požalio upravitelju na neprimjereno ponašanje. Konobarica i upravitelj zamolili su je da se pokrije. Dala mu je primjerak zakona iz Kentuckyja koji dopušta javno dojenje, ali nisu popuštali. Odlučila je nahraniti sina u svom automobilu, a kasnije je organizirala prosvjede ispred restorana i drugih javnih mjesta.
Godine 2008. žena u New Orleansu stavila je šator na svoj kamion na uličnom festivalu kako bi mogla u privatnosti dojiti svoje dijete. Policija ju je optužila za "neovlašteni štand" i udaljila ju je s uličnog festivala.

### Barbara Walters
Godine 2005. američka televizijska voditeljica Barbara Walters spomenula je u svojoj razgovornoj emisiji Pogled da joj je neugodno sjediti pored majke koja doji tijekom leta. Njezini komentari uznemirili su dio gledatelja koji su u znak otpora organizirali prosvjede putem interneta. Grupa od oko 200 majki organizirala je akciju javnog dojenja svojih beba ispred sjedišta ABC-ja u New Yorku.

### Prosvjed ispred trgovina Target
U prosincu 2011. Michelle Hickman dojila je svoje dijete u stražnjem dijelu trgovine Target u Houstonu, u Texasu. Iako je bila pokrivena, dvije su je zaposlenice zamolile da ode u kabinu za presvlačenje. Hickman je izjavila kako joj je jedan od zaposlenika rekao da može dobiti i kaznu te biti prijavljena za neprimjereno ponašanje. Prijavila je uznemiravanje na Facebooku, a kao odgovor brojne su majke organizirale javne akcije dojenja ispred Target trgovina diljem Sjedinjenih Država.

### Claridgeov hotel
Godine 2014. konobar u hotelu Claridge's u Mayfairu u Londonu zamolio je Louise Burns da doji pokrivena. Burns je rečeno da je pravilo hotela da se majke pokrivaju tijekom dojenja. Britanski političar i televizijski voditelj Nigel Farage javno je podržao pravo hotela na takvu politiku, ali iz premijerova ured u Downing Streetu izjavili su da je „potpuno neprihvatljivo da se bilo koju ženu učini nelagodno dok doji u javnosti”. Skupina od oko 25 majki prosvjedovala je protiv politike dojenja ispred hotela. Iz Claridge's-a su naknadno zanijekali da je traženje dojilja da se pokriju politika hotela i izjavili da su dojilje dobrodošle u hotel, dodavši: „sve što tražimo je da majke budu diskretne prema drugim gostima”.

### Facebook
Facebook je kritiziran zbog uklanjanja fotografija majki koje doje svoju djecu, navodeći kao razlog uvredljiv sadržaj koji krši Facebookove uvjete korištenja. Facebook je tvrdio da su te fotografije prekršile njihov kodeks prikazujući otkrivenu dojku, čak i kada je beba prekrivala bradavicu. Ovakav postupak okarakteriziran je kao licemjeran, jer je Facebooku s druge strane trebalo nekoliko dana da odgovori na pozive za uklanjanjem plaćenih oglasa za usluge dating servisa koji su koristili fotografiju ženskog modela u toplesu.
Kontroverza o fotografijama dojenja nastavila se nakon javnih prosvjeda i porasta online članstva u Facebook grupi pod naslovom „Hej, Facebook, dojenje nije nepristojno!” (eng. Hey, Facebook, breastfeeding is not obscene! (Official petition to Facebook). U prosincu 2011. Facebook je uklonio fotografije majki koje doje i nakon kritika javnosti ih vratio. Tvrtka je rekla kako je uklonila fotografije jer su kršile pornografska pravila u uvjetima tvrtke. Tijekom veljače 2012. tvrtka je još jednom uklonila fotografije majki koje doje dijete. Osnivačice Facebook grupe „Respect the Breast” izvijestile su da su žene umorne od ljudi koji napadaju ono što je prirodno i što vjeruju da je zdravo za njihovu djecu".